# Arthrolips fuscus
Arthrolips fuscus is een keversoort uit de familie molmkogeltjes (Corylophidae). De wetenschappelijke naam van de soort werd in 1899 gepubliceerd door Andrew Matthews.